# Cõng ghép đôi

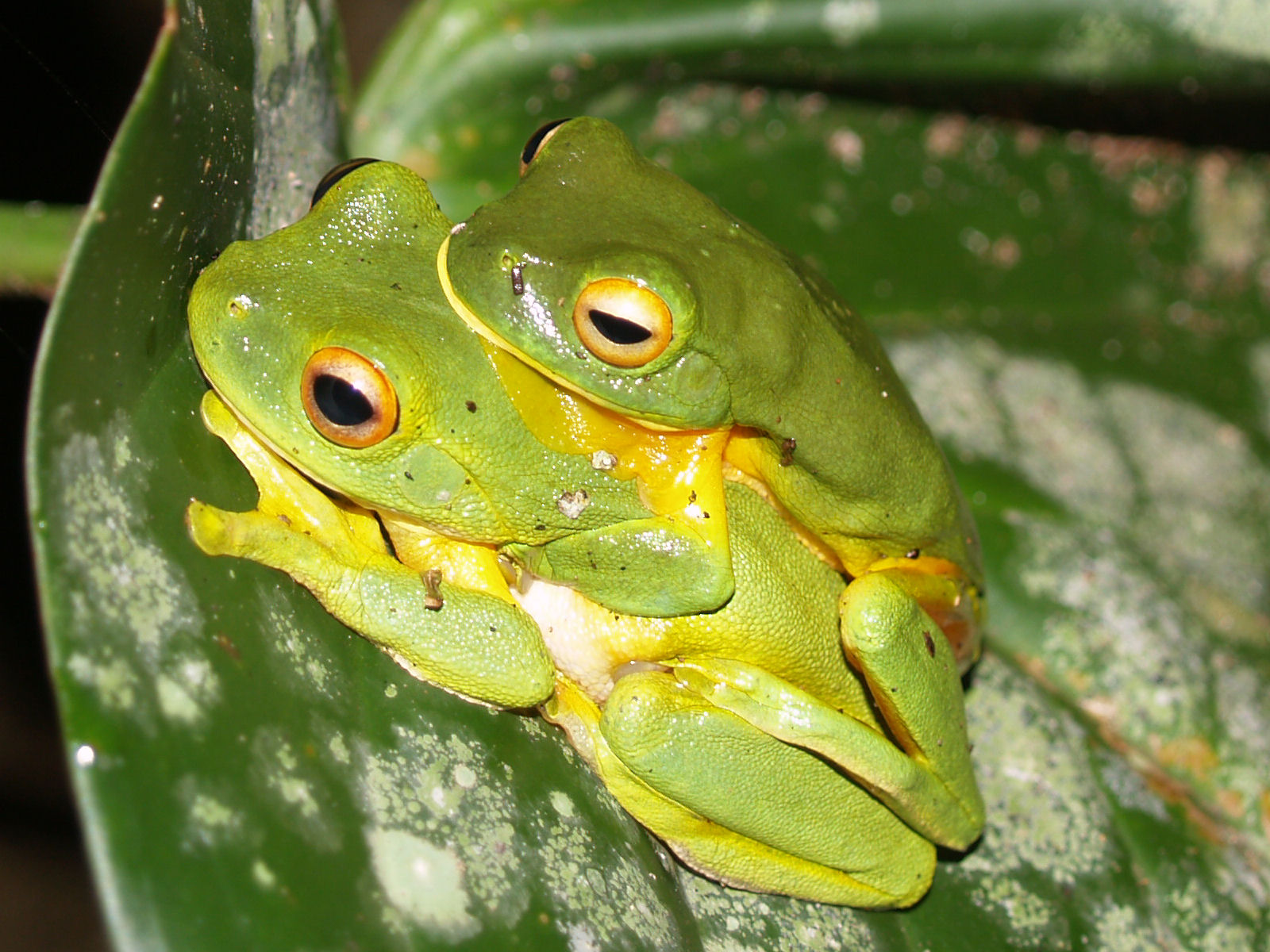
Litoria xanthomera ở tư thế cõng ghép đôi

Sự cõng ghép đôi (amplexus) là một hành vi trong giao phối thể hiện ở một số động vật thụ tinh ngoài (chủ yếu là lưỡng cư và sam so) khi mà con đực ôm con cái bằng chân trước, và trong lúc đó hoặc sau một chút, rưới tinh dịch lên trứng mà con cái đẻ ra. Cõng ghép đôi có sự tiếp xúc trực tiếp giữa con đực và cái (khác với những hình thức thụ tinh ngoài khác, như thụ tinh tưới, khi mà cả trứng và tinh dịch được bắn vào nước mà không có sự tiếp xúc trực tiếp giữa hai bên).

## Lưỡng cư

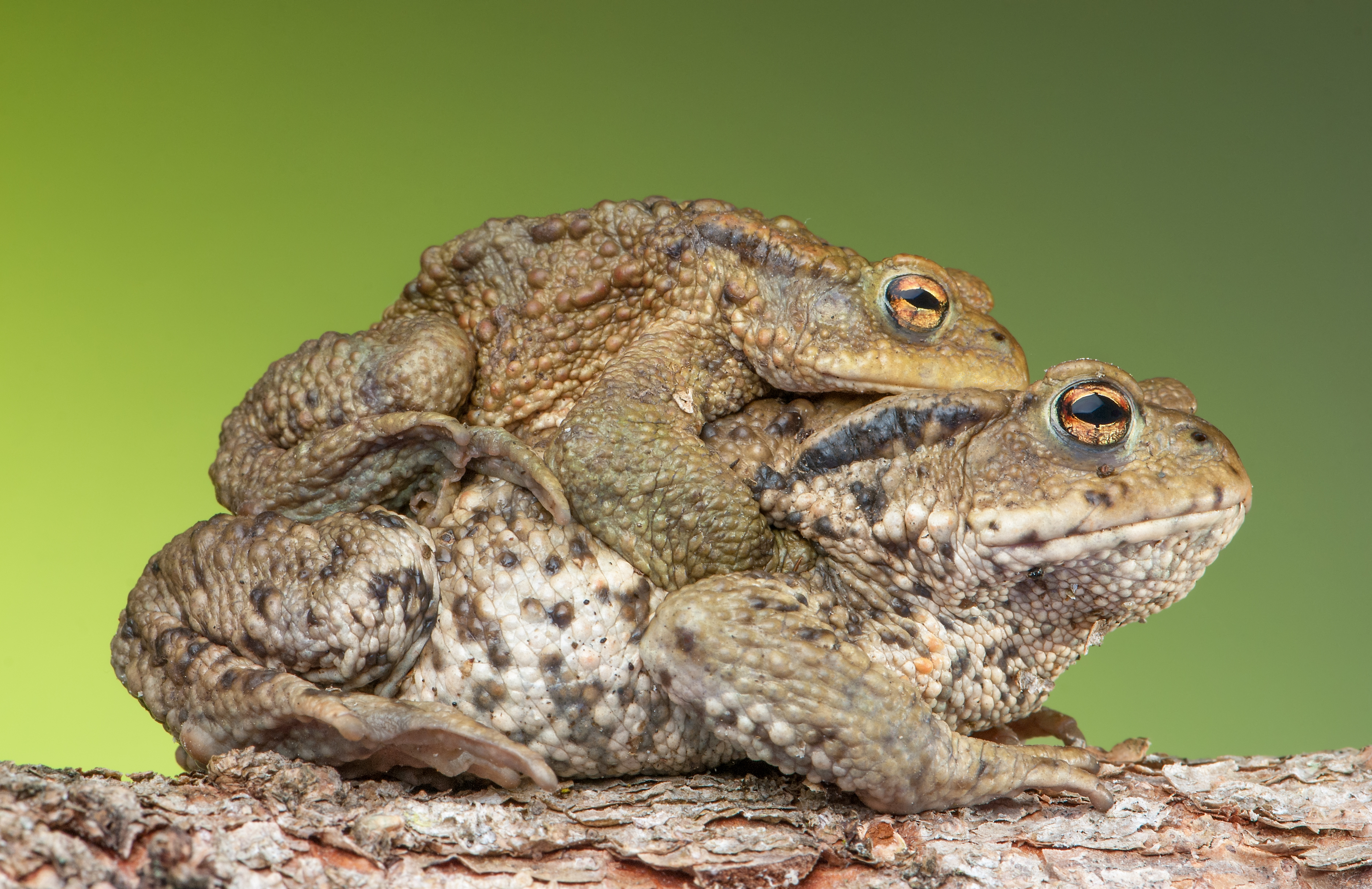
Bufo bufo.

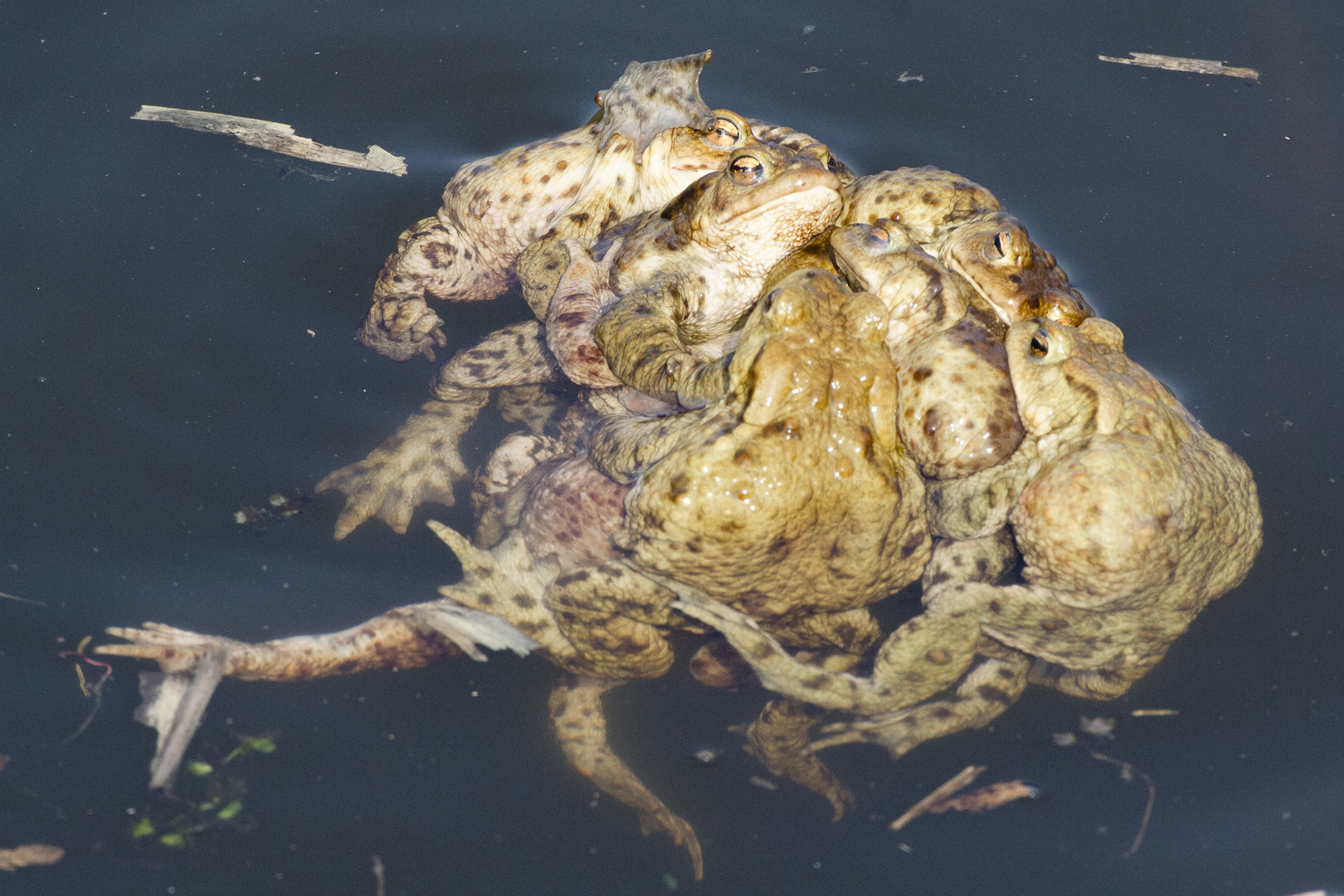
Một đám Bufo bufo giao phối (cõng thụ tinh giữa nhiều cá thể).

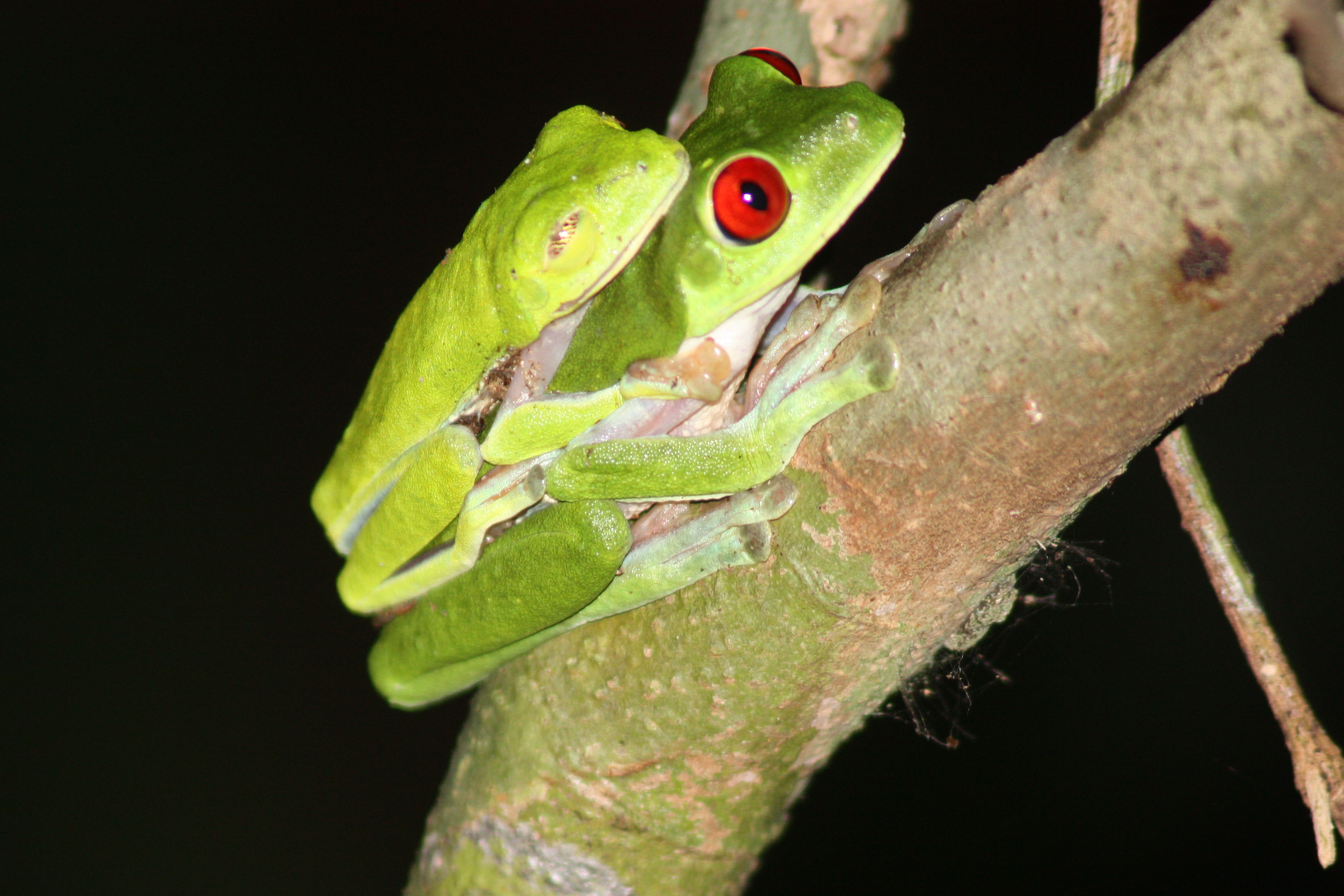
Nhái cây mắt đỏ (Agalychnis callidryas), Costa Rica

### Lưỡng cư không đuôi
Sự cõng thụ tinh thường xảy ra dưới nước, nhưng vài loài ếch, cóc sống chủ yếu trên cạn như cóc bà mụ (Discoglossidae) thực hiện cõng ghép đôi gần nước. Ở họ Ếch nhái (Ranidae), họ Nhái bén (Hylidae), và họ Cóc (Bufonidae), con đực ôm nách con cái. Những nhóm lưỡng cư không đuôi nguyên thủy (Archaeobatrachia, Sooglossidae và Myobatrachidae) cho thấy hình thức cõng ghép đôi cổ xưa hơn: con đực ôm bẹn/thắt lưng. Ở một ít loài, con đực ôm đầu con cái, hoặc hoàn toàn thiếu vắng hiện tượng cõng ghép đôi.
Ở hầu hết các loài, con đực rưới tinh dịch lên trứng ngay lúc chúng được đẻ ra, tuy nhiên, con đực các loài chi Ascaphus có cơ quan đút vào, gần giống dương vật. Sự thụ tinh trong này còn có mặt trong một số chi khác, gồm Nectophrynoides, Mertensophryne, và Eleutherodactylus.

### Lưỡng cư có đuôi
Ở sa giông, sự cõng ghép đôi có thể được bắt gặp ngay khi mới bước vào mùa sinh sản. Ở miền tây Hoa Kỳ, thời gian này rơi vào đầu mùa mưa đông, lúc mà suối mùa và ao tạm thời trở thành chỗ sinh sản thích hợp. Taricha granulosa là ví dụ về một loài sa giông giao phối kiểu cõng ghép đôi trong suối chảy chậm và ao nông.

## Sam so

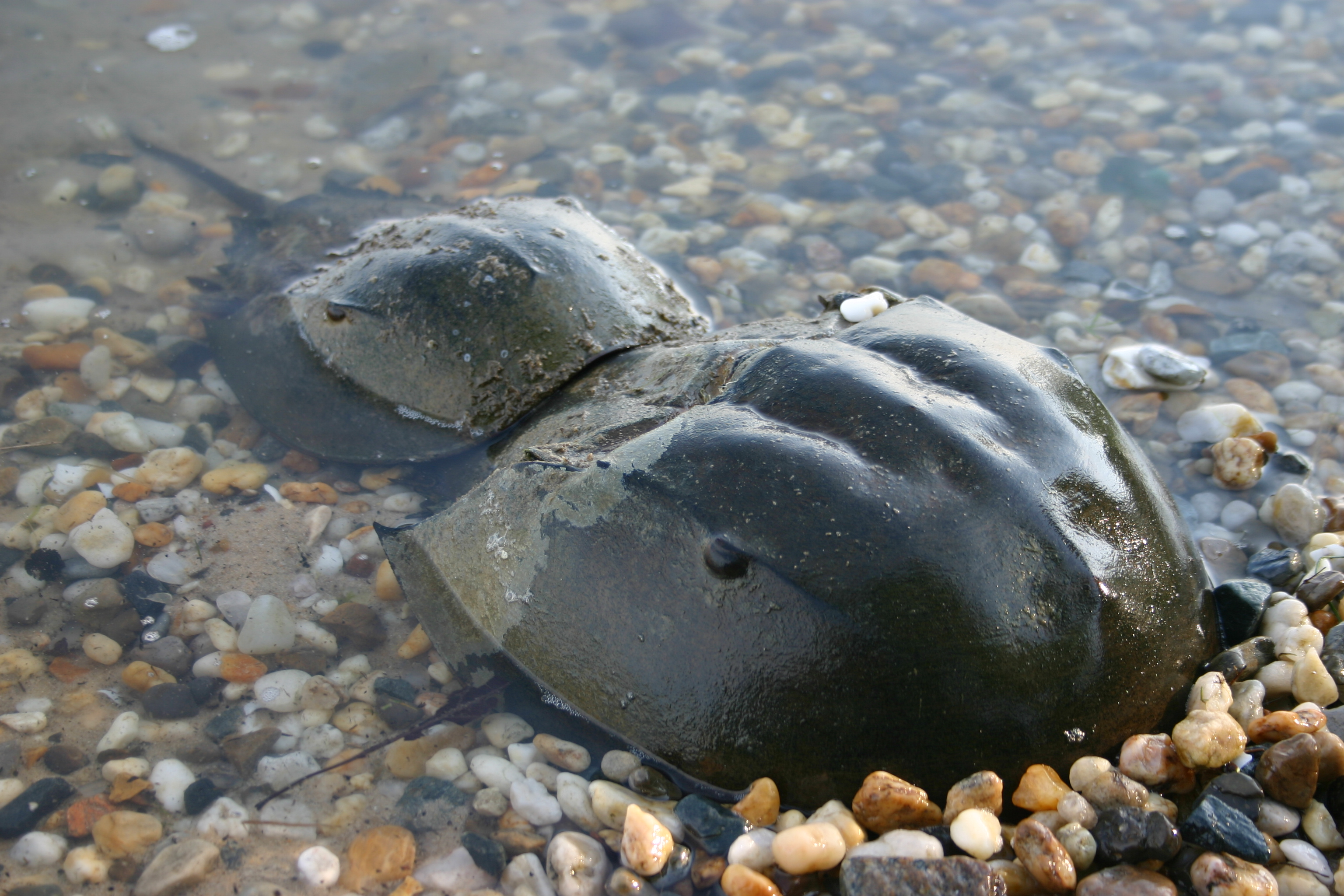
Một cặp Limulus polyphemus. Con đực nhỏ hơn.

Cõng ghép đôi xảy ra ở cả bốn loài sam so. Cặp chân đi thứ nhất của con đực là thứ giúp bám chặt con cái, và cặp chân thứ hai cũng được dùng ở mọi loài trừ Limulus polyphemus.